# Print Conductor
Print Conductor è un software di utilità sviluppato da fCoder.
Il software permette la stampa, anche in fronte-retro, di grandi quantità di documenti in svariate estensioni, evitando di aprirli singolarmente.
È possibile scegliere, per ciascun file, l’intervallo di stampa e il numero di copie.
Il programma offre la possibilità di esportare e importare le liste di file per un successivo riutilizzo.